# Oughterard
Oughterard (irisch Uachtar Ard) ist eine Stadt im County Galway im Westen der Republik Irland.

## Lage
Der Ort liegt 26 km nordwestlich von Galway in Connemara an der Überlandstraße N59. In der Nähe befindet sich das westliche Ufer des Lough Corrib, des größten Sees der Republik Irland; daher ist Oughterard ein beliebter Ort für Angler.

## Einwohnerentwicklung
Die Einwohnerzahl wuchs zwischen 1996 und 2022 von 751 auf 1846 Personen an.
| 1996 | 2001 | 2006 | 2011 | 2016 | 2022 |
| ---- | ---- | ---- | ---- | ---- | ---- |
| 751  | 1209 | 1305 | 1333 | 1318 | 1846 |

## Sonstiges
Außer in und um Cong wurden 1952 auch in der Nähe von Oughterard einige Szenen zu dem Film „The Quiet Man“ von John Ford gedreht.
Saint Patrick’s Rock in der Nähe von Oughterard ist ein riesiger Findling.